# Wodospady Pośny
Wodospady Pośny – wodospad w Sudetach Środkowych w Górach Stołowych.

## Położenie i opis
Wodospady położone są na krawędzi piętra środkowego w północno-wschodnim fragmencie stoliwa Gór Stołowych na terenie Parku Narodowego Gór Stołowych, około 1,2 km na północny wschód od Szczelińca Wielkiego.

Jest to ciąg kilku małych wodospadów, położonych na wysokości około 550 m n.p.m., poniżej malowniczego zgrupowania skalnego "Skalne Wrota", na spływającym ze zboczy Gór Stołowych górskim potoku Pośna. W rejonie Skalnych Wrót spadek terenu jest tak duży, że tworzy on szereg kilku wodospadów w kamienistym wąwozie, charakteryzujących się pionowymi kamiennymi spadkami progów. Progi wodospadów powstały w wyniku alpejskich ruchów górotwórczych, a czynnikiem decydującym o współczesnej rzeźbie kaskad było czwartorzędowe zlodowacenie oraz długotrwały złożony proces erozyjny. Są one jedną z ciekawszych atrakcji turystycznych i przyrodniczych.

Wodospady stanowią obszar ochrony ścisłej o powierzchni 3,89 ha, obejmujący górną części doliny potoku Pośna, u podnóża Szczelińca Wielkiego. Teren ten objęty jest ochroną ze względu na występującą tu żyzną buczynę sudecką i cenne okazy buków, wiązów górskich, jaworów i jodeł, jest szczególnie cennym obszarem leśnym w Górach Stołowych.

## Historia
Wodospady Pośny w przeszłości uważano za niezwykle romantyczne i atrakcyjne miejsce Gór Stołowych. Dawniej dla podniesienia atrakcyjności wodospadu stosowano drewniane zastawki, potęgujące efekty spływającej wody. Obecnie są zaniedbane i suche w wyniku zbudowanego powyżej nich ujęcia wody pitnej dla Radkowa. Woda w potoku zanikła, a tylko w okresie opadów w skalistym wąwozie tworzy się wodospad.

## Szlaki turystyczne
W pobliżu wodospadów przechodzą dwa szlaki turystyczne:
- – żółty, prowadzący z Radkowa przez Pasterkę na Szczeliniec Wielki i dalej,
- Ścieżka Dydaktyczna Skalnej Rzeźby z Karłowa do Zalewu Radkowskiego.

Przy drodze z Radkowa do Karłowa znajduje się stary kamienny drogowskaz wskazujący w języku niemieckim drogę do wodospadów.